# هال مارتن
هال مارتن (بالإنجليزية: Hal Martin)‏ هو سائق سباق أمريكي، ولد في 29 ديسمبر 1985 في جاليانو في الولايات المتحدة.

## وصلات خارجية
- الموقع الرسمي
- هال مارتن على موقع Racing-Reference.info (الإنجليزية)